# Cicvare (żupania pożedzko-slawońska)
Cicvare – wieś w Chorwacji, w żupanii pożedzko-slawońskiej, w mieście Pakrac. W 2011 roku pozostawała niezamieszkana.